# Jardines colgantes de Haifa
Los jardines colgantes de Haifa, conocidos también como terrazas bahaíes, son un conjunto arquitectónico de terrazas ajardinadas ubicado en la ladera septentrional del monte Carmelo, en la ciudad de Haifa, Israel. Los jardines colgantes forman parte de los lugares sacros bahaíes de Israel, y por ende catalogados como Patrimonio de la Humanidad de la Unesco.

## Descripción
Los jardines colgantes comprenden un conjunto de elementos relacionados con la fe bahaí, siendo el más emblemático (y el edificio en torno al cual fue diseñado el complejo) el santuario del Báb, que contiene los restos mortales del Bab, fundador del babismo y precursor de Baha'ullah.
Se encuentran ubicados en la llamada Colonia Alemana de Haifa, entre los barrios de Hadar HaCarmel y Wadi Nisnas, y son de las atracciones turísticas más visitadas del norte de Israel junto con otros lugares de interés turístico de este lado de la montaña, como el monasterio de Stella Maris, el teleférico del monte Carmelo y el jardín de las estatuas. Las terrazas se abrieron al público en junio de 2001.

### Significado y simbolismo
Las dieciocho terrazas representan a los 18 discípulos del Bab, denominados letras del Viviente, aunque no se asignó una terraza concreta por nombre (a diferencia de cada una de las ocho puertas del octagonal santuario del Bab, que fue dedicada a un mano de la Causa en concreto). Debido a ello, más allá del mausoleo dedicado al propio Bab, el conjunto de terrazas sirve como un gran monumento a sus 18 discípulos.
Nueve círculos concéntricos conforman la geometría principal de las dieciocho terrazas, cuyo centro común es el mausoleo del Bab, siendo identificado de este modo como punto cardinal del babismo. El número nueve simboliza en el bahaísmo la perfección y la compleción, tratándose de la cifra más alta del sistema de numeración decimal. Nueve es también el valor de la palabra Bahá ("gloria" en árabe) según la numerología del sistema de numeración abyad.
Las dieciocho terrazas más la terraza del propio santuario suman diecinueve terrazas en total, también un número significativo tanto dentro del babismo como en el bahaismo.

### Diseño
El complejo de los jardines colgantes fue proyectado por el arquitecto iraní Fariborz Sahba, siendo las obras realizadas por ingenieros estructurales de la Corporación Karban and Co. de Haifa.
Sahba comenzó a trabajar en el proyecto en 1987, diseñando los jardines y supervisando la construcción. Partiendo de su base, a pie del Monte Carmelo, los jardines se extienden casi un kilómetro por su ladera septentrional, cubriendo unos 200 000 metros cuadrados de terreno. Las terrazas están unidas por un conjunto de escaleras flanqueadas por dos corrientes de agua que caen en cascada por la ladera, atravesando los escalones y puentes que conforman las bases de las terrazas.
Estilísticamente, los jardines comparten los elementos del Jardín paraíso persa, que además sirven para aislarlos de los ruidos del entorno y al mismo tiempo unir a todas las estructuras bahaíes del Monte Carmelo (como el Arco bahaí y los jardines de los monumentos).

### Ecología y riego
El complejo sistema de irrigación de los jardines colgantes, desarrollado por ingenieros del Technion (universidad politécnica de Haifa), incluye un ordenador que regula la irrigación basándose en los datos meteorólogos recibidos. El ordenador tiene instalado un programa que controla cientos de válvulas que distribuyen el agua por cientos de puntos de irrigación en un sistema combinado de aspersión y goteo. El riego se realiza durante las noches y las madrugadas para minimizar la pérdida de agua por evaporación.
El agua que corre en paralelo a las terrazas escalonadas se recicla a través de un sistema de circulación autónomo en cada terraza, reduciendo de este modo al mínimo la pérdida de agua.

## Galería

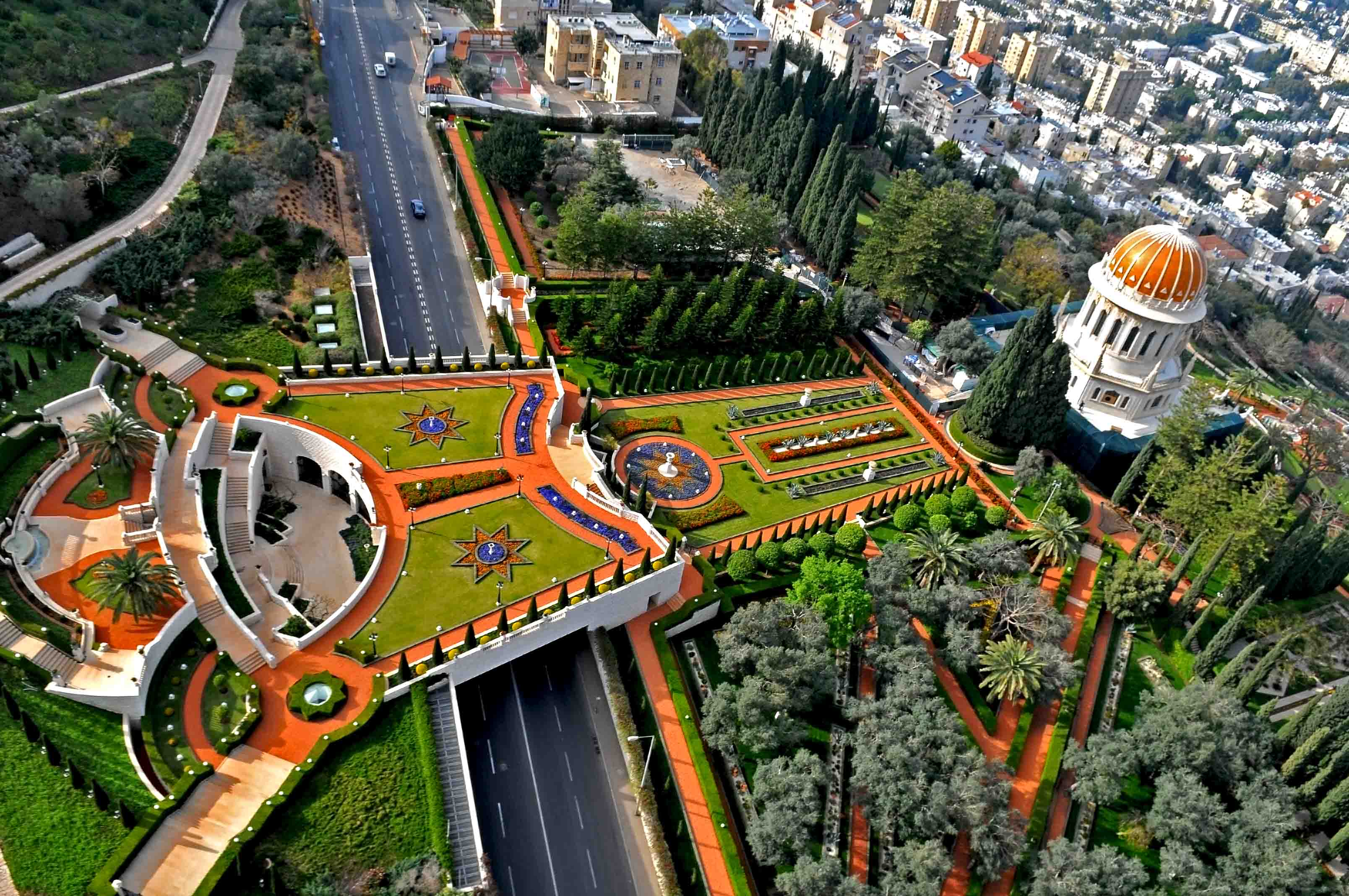
Vista aérea de los jardines colgados
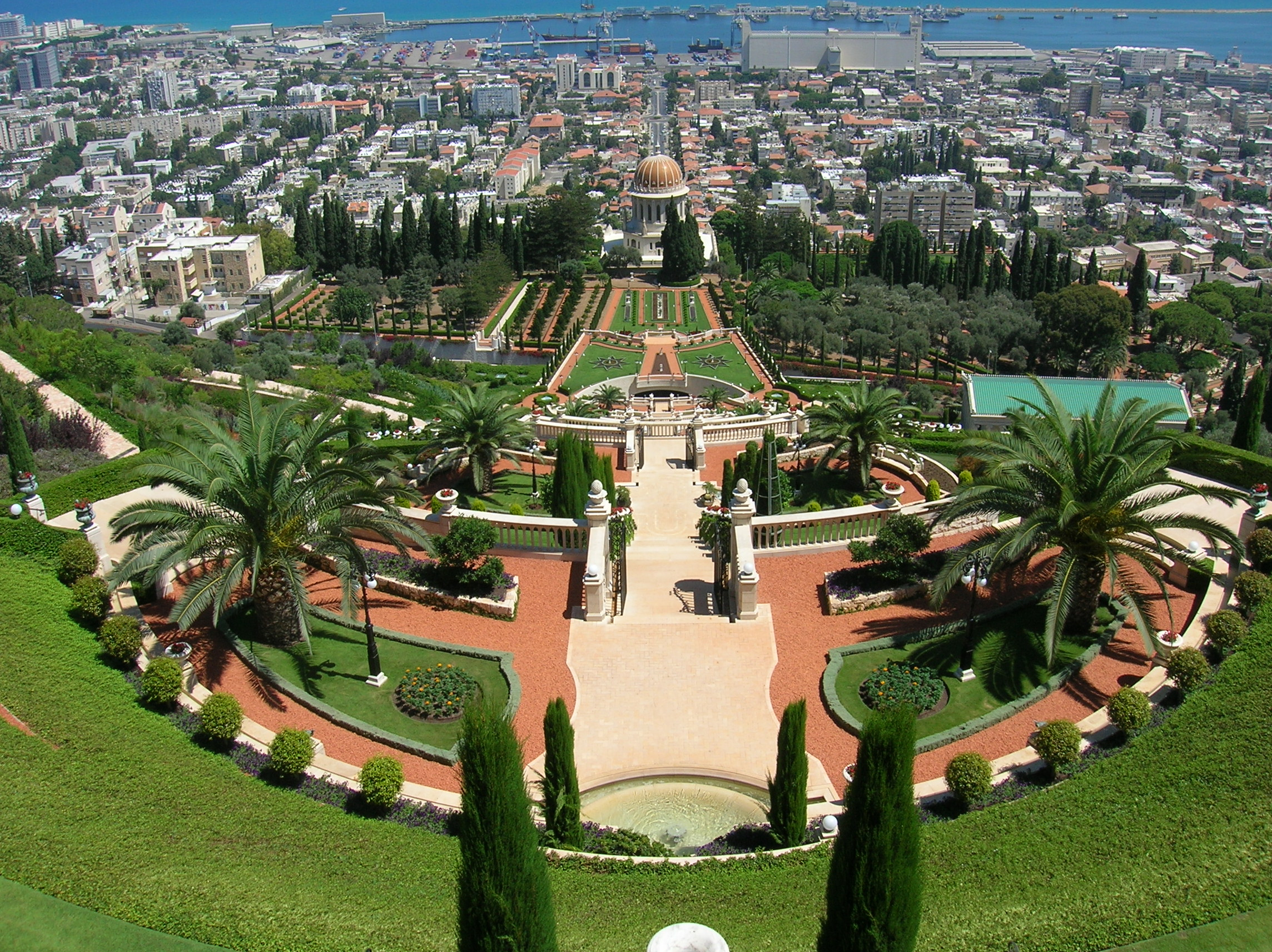
Vista de los jardines desde el paseo del Jardín de las Estatuas hacia abajo
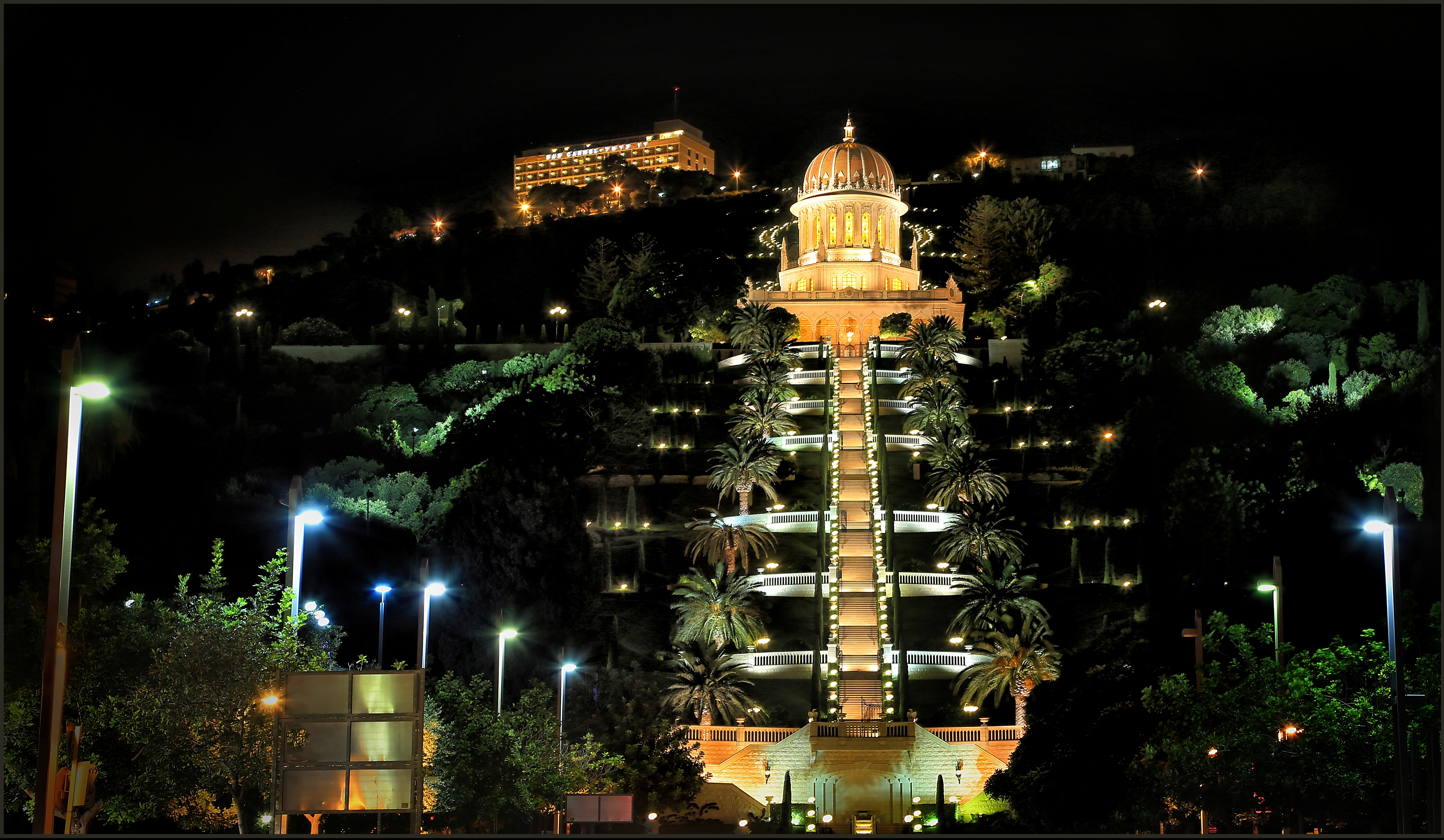
Vista nocturna de los jardines y el mausoleo del Bab desde la avenida a pie del Monte Carmelo
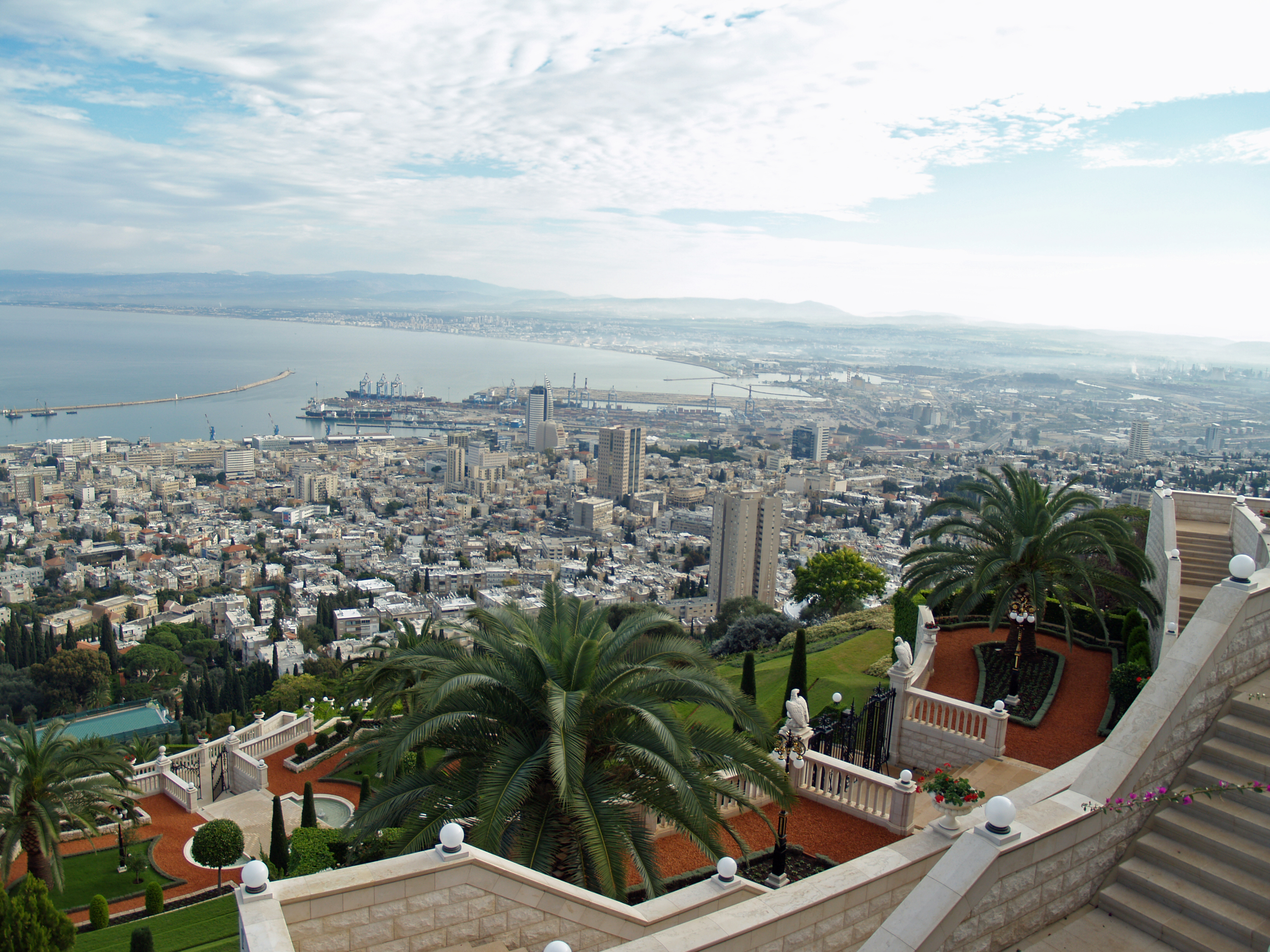
Vista del puerto y los barrios bajos del Monte Carmelo desde el mirador de una de las terrazas